# Eruzione del Vesuvio del 1631
L'eruzione del Vesuvio del 1631 fu un evento eruttivo verificatosi sul Vesuvio nel corso della prima metà del XVII secolo e la cui fine avvenne, secondo la tradizione, solo dopo l'esposizione della statua di San Gennaro dinanzi al vulcano.

## Storia

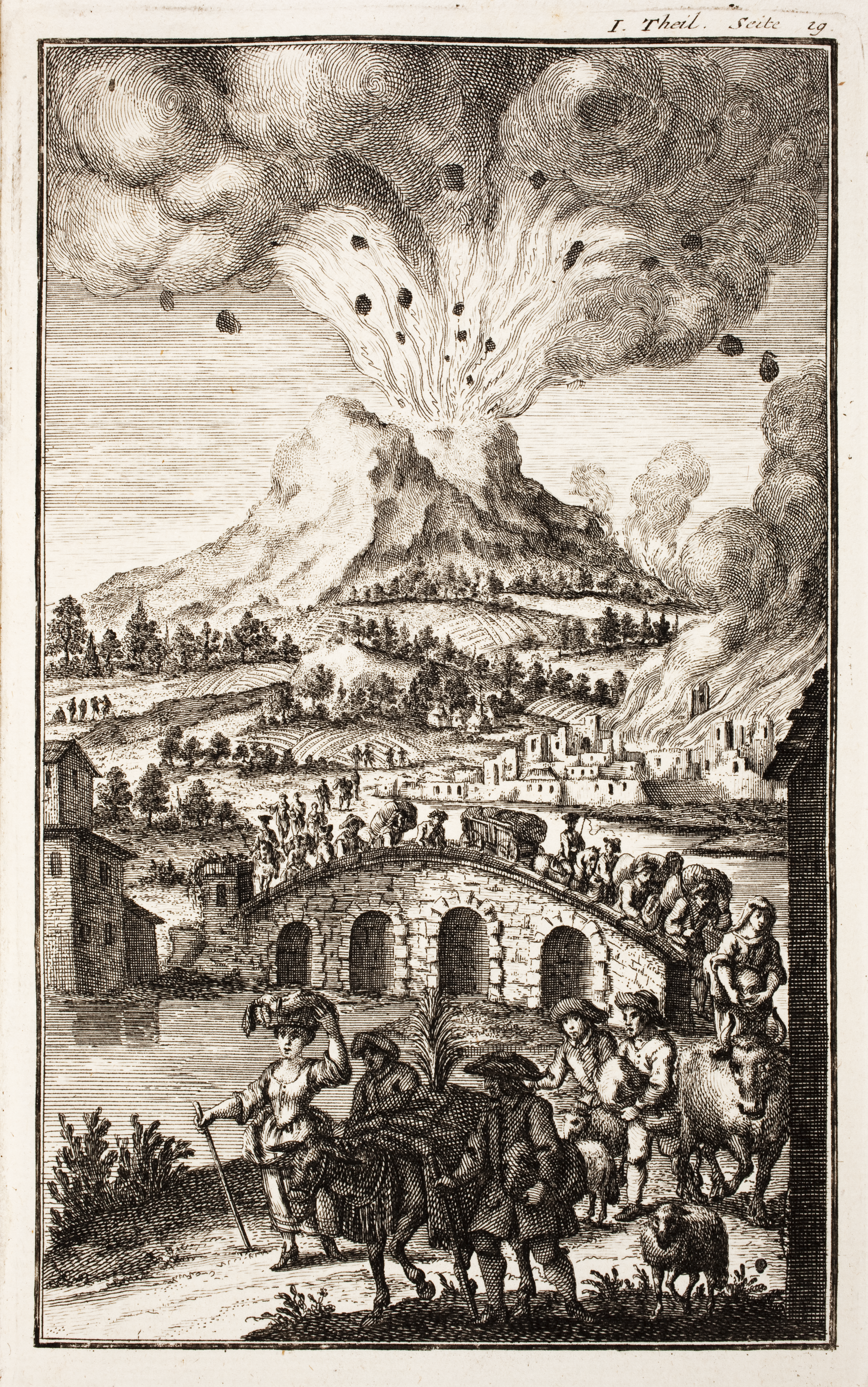
Incisione dell'epoca

Dopo numerosi eventi premonitori quali rigonfiamento del suolo, piccoli terremoti che si manifestavano già da qualche mese e prosciugamento delle fonti, all'alba del 16 dicembre del 1631 avvenne l'eruzione che seguì un periodo di inattività di circa 300 anni: il fenomeno si manifestò con l'apertura di una bocca laterale sul versante Sud-Est con una iniziale fase di attività stromboliana e forse l'emissione di una colata di lava (per alcuni autori invece quest'ultima non avvenne). Una prima fase espulse ceneri frammiste all'acqua che scesero a valle a grandi velocità, oltre a colonne di vapore. Successivamente ebbe luogo una violenta attività esplosiva dal cratere centrale con un'alta colonna di ceneri, pomici e gas.
Nella seconda parte della giornata del 16 dicembre e nella successiva del 17 vi fu l'emissione di flussi piroclastici che mieterono le prime vittime a Portici, Torre del Greco e negli altri paesi ai piedi del vulcano e costrinsero gran parte della popolazione a cercar rifugio a Napoli. Nel corso dell'eruzione si ebbero violenti scrosci di pioggia che mobilizzarono le ceneri deposte sui pendii del vulcano e causarono valanghe di fango che coprirono la maggior parte dei paesi sulle sue pendici. Nel corso del secondo giorno dell'eruzione (17 dicembre), l'arcivescovo ordinò una nuova processione di intercessione con l'esposizione delle reliquie di san Gennaro e, secondo molti storici e letterati dell'epoca, l'eruzione cominciò a scemare proprio quando la statua del Santo fu rivolta al vulcano.

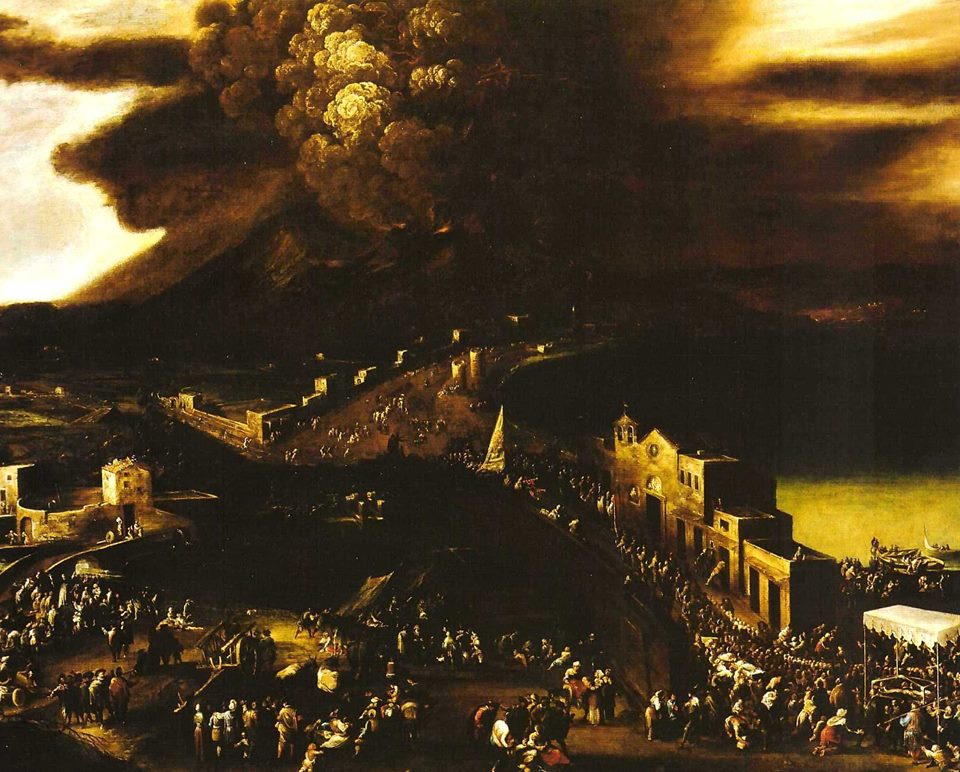
Dipinto di Scipione Compagno

L'eruzione ebbe fine 17 giorni dopo aver eruttato un quantitativo di circa duecentocinquanta milioni di metri cubi di lava.
Nel 1633 sulla cappella del tesoro fu scolpita in sua riconoscenza la seguente dedica: Divo Jannuario - Patriae, regnique praesentissimo tutelari - grata Neapolis.

## Danni e vittime dell'eruzione
Portici, Resina (ora Ercolano), Torre del Greco e Torre Annunziata furono semidistrutte, mentre la frazione Pietra Bianca (Leucopetra) fu ridenominata, da allora, Pietrarsa. Le vittime accertate in quell'area furono tremila; molti di più furono gli animali (soprattutto bovini) uccisi dal torrente di lava.
Anche dalla parte del Monte Somma la distruzione fu quasi totale. Infatti gravissimi danni subirono Ottajano (oggi denominata Ottaviano) e la vicina Somma Vesuviana. A Ottajano morirono circa 1000 persone e circa 3000 trovarono scampo in località distanti come Sarno, Nola e Avellino e nella stessa Napoli.
Complessivamente le vittime accertate furono 4000, oltre a circa 6000 capi di bestiame, i senza tetto scappati verso Napoli furono circa 44000.
L'eruzione ebbe una vastissima eco e fu immortalata in numerose opere d'arte dell'epoca. Tra queste è famoso un quadro di Micco Spadaro che ritrae la processione di San Gennaro che si tenne a Napoli con la partecipazione della nobiltà napoletana e di una vasta massa di popolo.

## Ricordo
A ricordo della minaccia diretta, a Portici una lapide fatta murare dal Viceré Emanuele Fonseca Zunica, ammonisce in latino il viandante a fuggire al minimo rumoreggiare del vulcano:
Vestra res agitur dies facem praefert diei nudius perendino

advortite
Vicies ab satu solis in fabulatur historia 

arsit Vesaevus 

immani semper clade haesitantium 

ne posthac incertos occupet moneo  

uterum gerit mons hic 

bitumine alumine ferro sulphure auro argento 

nitro aquarum fontibus gravem
serius ocyus ignescet pelagoq influente pariet 

sed ante parturit 

concutitur concutitq solum  

fumigat coruscat flammigerat

quatit aerem
horrendum immugit boat tonat arcet finibus accolas 

emica dum licet

Iam iam enititur erumpit mixtum igne lacum evomit 

praecipiti ruit ille lapsu seramq fugam praevertit 

si corripit actum est periisti
Ann Sal MDCXXXI XVI KAL JAN

Philippo IV rege 

Emmanuele Fonseca et Zunica Comite Montis regii  

pro rege
Repetita superiorum temporum calamitate subsidiisq calamitatis  

humanius quo munificentius 

formidatus servavit spretus oppressit incautos et avidos 

quibus lar et suppellex vita potior 

tum tu si sapis audi clamantem lapidem 

sperne larem sperne sarcinulas mora nulla fuge
Antonio Suares Messia Marchione Vici

Praefecto Viarum»

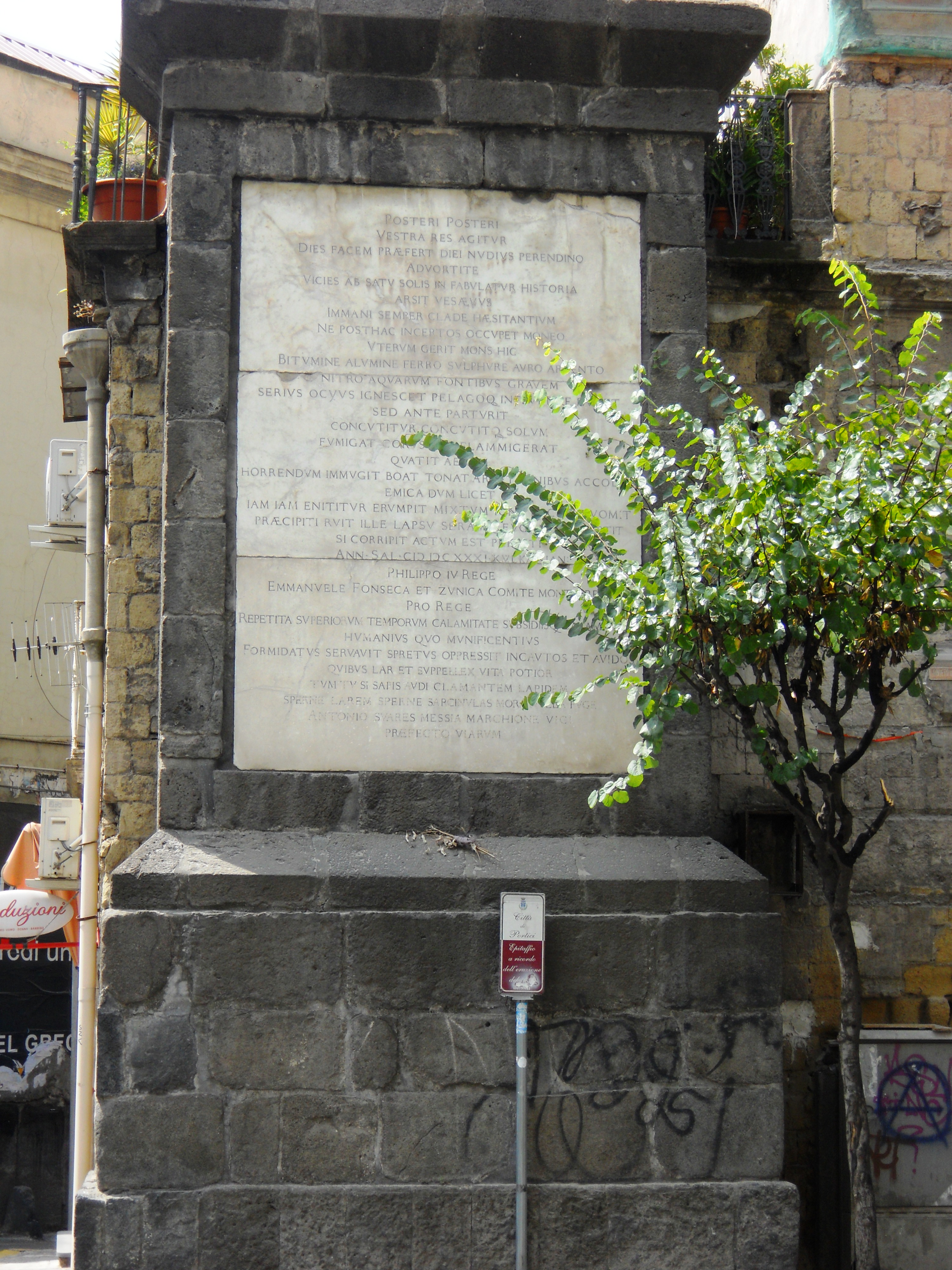
Portici - lapide in ricordo dell'eruzione del 1631

è nel vostro interesse, l'esperienza vissuta ammaestra la vita a venire

Vigilate

Venti volte da che brilla il sole, è storia, non favola

fu in eruzione il Vesuvio

sempre con immane strage di quelli che hanno indugiato

Ammonisco perché d'ora in poi non ghermisca gli incerti.

Questo monte ha gravido il ventre

di bitume, allume, ferro, zolfo, oro, argento, nitro e fonti d'acque

Presto o tardi sarà incandescente

e con gli influssi del mare li partorirà

Però prima dell'eruzione si sconvolge e scuote la terra

manda fumo, lampeggia, vomita fiamme, squassa orribilmente l'aria

emette muggiti, boati, tuoni: fa allontanare dalle loro terre i vicini

Spicca il volo finché ti è consentito

da un momento all'altro scoppia, e rompe impetuosamente. 

Vomita un lago di miscela di fuoco

precipita in celere corsa, preclude la fuga tardiva

Se ti ghermisce è finita: sei morto!
Nell'anno di salute 1631, il 16 dicembre, regnando Filippo IV ed essendo viceré Emanuele Fonseca Zunica, conte di Monterey.
Verificatasi nuovamente la calamità dei tempi passati

ed essendo provveduto con grande umanità e munificenza

ai relativi soccorsi

(Si rinnova il monito)

Il Vesuvio, temuto, ha serbato in vita.

Non tenuto in considerazione, ha fatto strage

degli incauti e degli avidi

per i quali la casa e le masserizie contavano più della vita

Allora, se hai giudizio, presta ascolto a questa lapide eloquente

non curarti della casa, non badare ai bagagli:

fuggi, senza alcuna esitazione!

Essendo il marchese Antonio Suarez Messia Marchione vicesoprintendente alla cura dei ponti e delle strade.»